# 백학중학교
백학중학교(百鶴中學校)는 대한민국 경기도 연천군 백학면 두일리에 있는 공립 중학교이다.

## 학교 연혁
- 1962년 4월 2일 : 백학고등공민학교 설립 인가
- 1965년 1월 15일 : 연천중학교 백학분교 인가
- 1971년 3월 25일 : 초대 김계전 교장 취임
- 1971년 4월 27일 : 백학중학교 개교
- 1972년 1월 22일 : 제1회 졸업식 (37명)
- 2019년 9월 1일 : 제22대 노대현 교장 취임
- 2021년 1월 14일 : 제50회 졸업식(15명, 총 4,124명 졸업)
- 2021년 3월 2일 : 신입생 입학(남 9명, 여 10명 총계 19명)

## 참고 자료
- 백학중학교 - 한국교육학술정보원 학교알리미